# IC 2961
IC 2961 ist eine Galaxie vom Hubble-Typ S im Sternbild Großer Bär am Nordsternhimmel. Sie ist schätzungsweise 371 Millionen Lichtjahre von der Milchstraße entfernt.

Das Objekt wurde am 12. Juni 1896 von Stéphane Javelle entdeckt.